# La gloria (film 1916)
La gloria è un film muto italiano del 1916 diretto, scritto e interpretato da Febo Mari.